# Central River
Central River ou Jangjangbureh é uma das seis regiões da Gâmbia. Tem uma área de 2.895 km² e uma população de 185.897 habitantes. A sua capital é a cidade de Janjanbureh.

## Distritos
Central River está dividido em dez distritos:
- Fulladu West
- Janjanbureh
- Lower Saloum
- Niamina Dankunku
- Niamina East
- Niamina West
- Niani
- Nianija
- Sami
- Upper Saloum